# Лилиу
Эллинтон Антониу Кошта Мораиш (порт.-браз. Ellinton Antonio Costa Morais; более известный как Лилиу; 30 марта 1990, Бауру, Сан-Паулу, Бразилия) — бразильский футболист, нападающий клуба «Алтус».

## Биография
Начинал карьеру в клубах низших лиг Бразилии. Зимой 2010 года был отдан в аренду на полгода в бельгийский «Вестерло», а летом того же года подписал с командой полноценный контракт. В 2012 году выступал в чемпионате Кувейта, за клуб «Аль-Наср». В 2013 году ненадолго вернулся в Бразилию. Следующие несколько лет поочерёдно выступал в чемпионатах Кипра и Мальты, а также провёл 7 матчей за израильский «Хапоэль» (Раанана). В 2017 подписал контракт с эстонским «Нымме Калью». По итогам сезона 2018 стал лучшим бомбардиром чемпионата Эстонии, забив 31 гол в 30 матчах.

## Достижения

### Командные
Биркиркара
- Обладатель Кубка Мальты: 2014/2015

 Нымме Калью
- Чемпион Эстонии: 2018

 Левадия
- Обладатель Суперкубка Эстонии: 2022

### Личные
- Лучший бомбардир чемпионата Эстонии: 2018 (31 гол)